# Маніпулятор трубний
Маніпулятор трубний (рос. манипулятор трубный; англ. pipe handling mechanism; нім. Rohrmanipulator m) – механізм подавання й укладання труб, зокрема у магістральних газо-, нафто-, продуктопроводах.
Захоплення труби здійснюється, як правило, гідравлічно керованою системою. Оператор керує захопленням за допомогою пульта управління машини, що дозволяє точно рухатись у всіх чотирьох напрямках, а також нахилах та поворотах. 

## Інтернет-ресурси
- Rohrmanipulator [Архівовано 28 жовтня 2018 у Wayback Machine.]